# Carmi Gillon
Carmi Gillon (en hebreo: כרמי גילון‎ Jerusalén, enero de 1950) es un político israelí y ex embajador de Israel en Dinamarca y jefe de Shabak, el Servicio de Seguridad General interno (GSS; Agencia de Seguridad de Israel, ISA) de Israel.
Después del asesinato de Yitzhak Rabin el 4 de noviembre de 1995, atrajo críticas por no proporcionar la seguridad adecuada.
Se graduó de la Escuela Nacional de Seguridad. Tiene una licenciatura en ciencias políticas de la Universidad Hebrea de Jerusalén, donde fue reclutado por el Shin Bet, y una maestría en políticas públicas de la Universidad de Haifa. Asistió al programa de administración avanzada de seis semanas en la Escuela de Negocios de Harvard y completó su capacitación en administración en la Escuela Kennedy de Harvard.

## Biografía
Gillon nació en Jerusalén. Su madre, Saada Gillon (née Frumkin), nació en la Judea otomana a la que emigraron sus antepasados del Imperio Ruso en el siglo XIX, así mismo el bisabuelo materno de Gillon fue Israel Dov Frumkin, un pionero del periodismo hebreo que llegó en 1859 (cuando Judea era parte de la Siria otomana). Su abuelo materno, Gad Frumkin, fue uno de los primeros abogados capacitados en la Palestina Británica (una división novedosa después de la Primera Guerra Mundial), quien fue el único juez judío en la Corte Suprema de Palestina durante la era del Mandato Británico y también fue miembro de la Junta de Gobernadores de la Universidad Hebrea de Jerusalén desde la década de 1930 hasta su muerte. Su abuela materna, Chana Frumkin, era hija de Aharon Eisenberg, un pionero de la Primera Aliya, uno de los fundadores de Rehovot y presidente de B'nai B'rith en Jerusalén. Su madre se desempeñó como Fiscal General Adjunta. Su padre, Colin Gillon, nacido como Colin Gluckman en una familia judía en Johannesburgo, Sudáfrica, y emigró a Eretz Israel en 1937. La abuela paterna de Gillon, Katie Gluckman, fue una destacada activista del movimiento sionista en Sudáfrica. Colin se desempeñó como fiscal estatal y hebraizó su nombre de Gluckman a Gillon ante la insistencia del primer ministro David Ben-Gurion.
Gillon estudió en la escuela secundaria en el barrio de Jerusalén de Rehavia y en la Academia de Música. Comenzó su servicio militar en las Fuerzas de Defensa de Israel en el Cuerpo Blindado, pero fue transferido al Cuerpo de Artillería. Fue herido en acción en la Guerra de Desgaste y fue dado de baja de las FDI en 1971. En 1972, comenzó a estudiar ciencias políticas y administración pública en la Universidad Hebrea de Jerusalén. Gillon está casado con Sari. Tiene tres hijos y cinco nietos.

## Carrera en el Shin Bet
En 1972, Shin Bet reclutó a Gillon durante sus estudios universitarios. Inicialmente trabajó como guardaespaldas para el personal superior. De 1982 a 1987, fue jefe del Departamento Judío del Shin Bet. De 1987 a 1989, asistió a la Escuela Nacional de Seguridad y ocupó varios puestos de alto nivel durante sus estudios de maestría en ciencias políticas y administración pública. Desde 1989, fue jefe de la División de Capacitación. Desde 1990, fue jefe del Comando Norte de Shin Bet, cargo en el que era responsable de la actividad de Shin Bet en el Líbano. De 1993 a 1994 fue jefe de la División Administrativa, responsable de recursos humanos, finanzas y logística. Durante cuatro meses en 1994, fue director interino del Shin Bet durante la licencia académica de Yaakov Peri.
Desde marzo de 1995 hasta febrero de 1996, Gillon fue director de Shin Bet. En 1995, la unidad de protección VIP del Shin Bet no pudo evitar el asesinato del primer ministro Rabin. Gillon había estado en París en el momento del asesinato y, al regresar a Israel, presentó inmediatamente su renuncia al primer ministro interino Shimon Peres, quien la rechazó. Sin embargo, renunció al año siguiente. La Comisión Shamgar criticó al Shin Bet bajo su mandato.

## Sector privado
Después de dejar el servicio, Gillon se desempeñó como gerente general de Avner Insurance Company (1997–2000) y luego como director general del Peres Center for Peace (2000–2001). También estudió en la Escuela de Negocios de Harvard.

## Embajador en Dinamarca
De 2001 a 2003, fue embajador de Israel en Dinamarca. 

## Política y otras actividades
De 2003 a 2007, fue elegido presidente del consejo local de Mevasseret Zion. De 2007 a 2013, fue vicepresidente de relaciones exteriores de la Universidad Hebrea de Jerusalén. Gillon ha sido miembro de varias juntas directivas, incluidas Tahal Group, Danker Investment y Arab Israel Bank. Desde 2014, fue presidente y director ejecutivo de Carmi Gillon Inc., presidente de CYTEGIC y director externo de la cadena Dan Hotels.
A lo largo de los años, Gillon ha escrito varios libros y una variedad de artículos sobre temas de asuntos exteriores y seguridad. También ha sido un comentarista activo de actualidad en los medios electrónicos en Israel y en el extranjero. En 2012, Gillon apareció en un documental, The Gatekeepers, y discutió los principales eventos de su mandato en Shin Bet.